# Sérgio (ur. 1898)
Sérgio Pereira Pires (ur. 16 maja 1898, zm. ?) – piłkarz brazylijski znany jako Sérgio, Sérgio (I) lub Sérgio Pires, defensywny pomocnik.
Urodzony w São Paulo Sérgio karierę piłkarską rozpoczął w 1915 roku w klubie Paulistano São Paulo, w którym grał do 1925 roku. Razem z Paulistano pięciokrotnie zdobył mistrzostwo stanu São Paulo – w 1916, 1917, 1918, 1919 i 1921.
Jako piłkarz klubu Paulistano był w kadrze reprezentacji podczas turnieju Copa América 1919, gdzie Brazylia zdobyła mistrzostwo Ameryki Południowej. Sérgio zagrał we wszystkich czterech meczach – z Chile, Argentyną i w dwóch decydujących o mistrzostwie grach z Urugwajem.